# Zawór logiczny

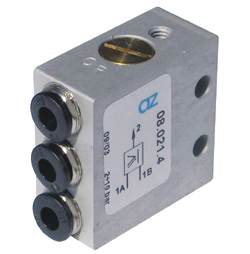
Zawór logiczny

Zawór logiczny pneumatyczny – zawór, którego zadaniem jest sterowanie ciśnieniem sprężonego powietrza w układzie, tj. utrzymywanie wartości lub jej zmiana według zadanej wartości sygnału wejściowego. Zawory logiczne realizują podstawowe funkcje logiczne "I", "NIE", "LUB", "TAK" i Pamięć.
Poprzez łączenie wielu zaworów logicznych możemy uzyskać zaawansowane funkcje wykorzystywane w sterowaniu pneumatycznym. Zawory logiczne w układach pneumatycznych są elementami przetwarzania informacji (elementami logicznymi). W przypadku, gdy wymagana jest kombinacja większej liczby tych zaworów, zamocowane one mogą być na wspólnych wyspach zaworowych.
Występujące rodzaje konstrukcji: grzybkowa, tłoczkowa - pamięć
Przyłącza: M5, 1/8, 1/4 oraz gniazda wtykowe ø 4 mm, ø 6 mm
Położenie pracy: dowolne
Najczęściej stosowanymi pełnymi zestawami elementów przełączających są zestawy elementów realizujących funkcje:
- koniunkcji (iloczynu – I) – y1 = x1 x2
- alternatywy (sumy – LUB) – y7 = x1+x2
- negacji – NIE – y 10 = x2 lub y12 = x1
- zakazu – y2 = x1 x2 lub y4 = x1 x2
- Peirce’a (system NOR – NIE-LUB) – y8 = x1 x2
- Sheffera (system NAND – NIE-I) – y14 = x1 + x2

Podane wyżej zestawy funkcji są uzupełniane stałymi 0 i 1.